# Варвара-краса, длинная коса
«Варвара-краса, длинная коса» — советский полнометражный цветной фильм-сказка, поставленный на Центральной киностудии детских и юношеских фильмов имени М. Горького в 1969 году режиссёром Александром Роу по мотивам русской народной сказки «Морской царь и Василиса Премудрая» и сказки Василия Жуковского «Сказка о царе Берендее», также основанной на славянском фольклорном сюжете.
Премьера фильма состоялась 30 декабря 1970 года.

## Сюжет
Однажды царь Еремей решает пересчитать всё, что ни на есть, в своём царстве и отправляется в поход. Спустя год поход уже близится к концу, и по дороге домой царю как-то раз хочется пить. В дремучем лесу он находит колодец, хочет напиться, но тут его хватает за бороду подводный царь Чудо-Юдо. Царь Еремей просит его отпустить, и Чудо-Юдо соглашается, взяв с него слово, что он отдаст ему то, чего он в своём царстве не знает. Уверенный в том, что Чудо-Юдо ничего не получит, царь Еремей возвращается домой, где его встречает весть о рождении сына Андрея. Именно об этом он в своём царстве не знал. Ему жалко отдавать собственного сына, и хитрый дьяк подсказывает, как обмануть Чудо-Юдо: надо подменить детей и оставить царевича у чужих людей, а подводному царю отдать их ребёнка. Дьяк вместе со своей женой навещает рыбацкую семью, в которой подрастает сын, тоже Андрей. Дьяк отвлекает рыбачку, а его жена перекладывает детей из одной люльки в другую. Однако, когда возвращается муж, она умоляет его не брать грех на душу. Решив, что жена не справилась, дьяк меняет детей сам, вернее, возвращает их на прежние места. Царь тоже уверен, что перед ним чужой ребёнок.
Проходит восемнадцать лет. Оба Андрея подрастают. Царевич становится ленивым, жадным и избалованным, а рыбацкий сын — добрым и воспитанным. Царь, принимая Андрея-рыбака за своего сына, старается проводить с ним много времени. Под землёй Чудо-Юдо собирается выдать замуж свою дочь, волшебницу Варвару. Он приглашает к себе в качестве женихов представителей таких же подводных государств, тоже волшебников. Но Варвара всем им отказывает и, впечатлённая рассказом своей няньки, говорит отцу, что желала бы мужа из обычных людей, такого, чтобы они жили по-простому, любили друг друга и были счастливы. Тут Чудо-Юдо весьма кстати вспоминает про обещание наземного царя и два раза пугает его высунутой из воды рукой со словом: «Должок».
Царь Еремей решает расплатиться наконец с Чудом-Юдом, и дьяк, также, как и царь, считая царевича рыбацким сыном, опрокидывает того в колодец. Попав в подводный мир, Андрей-царевич встречается со Старушкой-Веселушкой. Та рассказывает ему, почему он здесь оказался, и советует идти к Чуду-Юду, а также даёт ему морковку «для зверя невиданного» и «медку пахучего» для медвежат-паромщиков. Царевич пускается в дорогу, даже не поблагодарив старушку. В лесной чаще он встречает невиданного зверя (ослика), и тот отвозит его к паромщикам, несмотря на то, что жадный царевич сам съел морковку. Затем он совершает переправу с медвежатами, так и не поделившись с ними мёдом. На берегу Андрея-царевича встречают приспешники Чуда-Юда, царские пираты, и отводят его в покои подводного владыки. Андрей-рыбак, которому царь Еремей и дьяк рассказывают о своей хитрой «подмене», принимая его за настоящего царевича, решает спасти своего тёзку и прыгает в колодец. В отличие от царевича, он щедро благодарит всех, кто помогает ему добраться до Чуда-Юда.
Чудо-Юдо предлагает царевичу жениться на его дочери. Царевич соглашается при условии, если подводный царь даст за дочерью хорошее приданое. Узнав об этом уговоре, Варвара решает обмануть противного ей юношу и устраивает ему испытание (ранее царевич угрожал выстрелить по Варваре из рогатки, когда та в беличьем облике посмеялась над его телосложением). Она превращается в голубку, а затем создаёт ещё пять двойников. Царевич должен с трёх попыток угадать, где его невеста, иначе ему отрубят голову. Андрей-царевич напрасно использует все три попытки, и Чудо-Юдо зовёт палача. В этот момент появляется Андрей-рыбак и называется царским сыном, объясняя, что их двоих в детстве подменили, чтобы не отдавать Чуду-Юду настоящего сына царя Еремея. Тогда Чудо-Юдо приказывает рубить голову уже ему. Варвара заступается за благородного рыбака и требует, чтобы он тоже отгадывал, как и царевич. Чудо-Юдо соглашается, и Варвара вновь обращается в голубок. На удивление, Андрей-рыбак с первой попытки отгадывает, где его невеста. Никто не знает, что Варвара нарочно выдумала такую загадку, чтобы её смог отгадать только «человек с пылким сердцем» — такой, о котором она мечтает. Андрей-рыбак и Варвара влюбляются с первого взгляда.
Обладая довольно неприятным характером, Андрей-царевич сообщает подводному царю, что Варвара и Андрей-рыбак хотят покинуть его и уйти жить на землю. Чудо-Юдо не желает отпускать ни дочь, ни новоявленного жениха. Об этом узнаёт Варвара и сообщает Андрею-рыбаку. Вместе они превращаются в голубей и покидают владения подводного царя. Чудо-Юдо, пираты и примкнувший к ним Андрей-царевич пускаются за ними в погоню. Варваре и Андрею-рыбаку помогают медвежата, а затем ослик. Пиратов и царевича задерживает Старушка-Веселушка, а Варвара превращает царевича в пса. Все трое оказываются на земле. В этот момент жена дьяка, не выдержав угрызений совести, хочет попасть к Чуду-Юду и рассказать ему и Андрею-царевичу всю правду. Сюда вместе с ней и дьяком прибегают и рыбак с рыбачкой. Дьяк пытается остановить жену, но возле колодца на них нападает царевич-пёс, и дьяк начинает его бить. Андрей-рыбак просит Варвару простить его, и она превращает царевича обратно в человека. Жена дьяка всё равно рассказывает всем правду о несостоявшейся подмене детей.
Сказка кончается тем, что Андрей-рыбак живёт в счастливой любви с Варварой, а поседевший от потрясений царь Еремей принимает назад своего глупого сына и сокрушается.

## В ролях
| Актёр              | Роль                                |
| ------------------ | ----------------------------------- |
| Михаил Пуговкин    | царь Еремей                         |
| Георгий Милляр     | Чудо-Юдо Беззаконное подводный царь |
| Татьяна Клюева     | Варвара-краса его дочь              |
| Алексей Катышев    | Андрей Елисеевич рыбацкий сын       |
| Сергей Николаев    | Андрей Еремеевич царский сын        |
| Анатолий Кубацкий  | дьяк Афоня                          |
| Лидия Королёва     | дьячиха Прасковья                   |
| Владимир Маслацов  | 2-й дьяк / балалаечник              |
| Валентина Ананьина | рыбачка мать Андрея                 |
| Вера Петрова       | царица Маланья                      |
| Вера Алтайская     | старушка-веселушка                  |
| Елизавета Кузюрина | мамка                               |
| Анастасия Зуева    | сказительница                       |
| Игорь Безяев       | боярин                              |
| З. Окунева         | нянька                              |
| Варвара Попова     | нянька Степанида                    |
| Инга Будкевич      | 2-я нянька                          |
| Зоя Василькова     | 3-я нянька                          |
| Зоя Толбузина      | 4-я нянька                          |
| Тамара Яренко      | 5-я нянька                          |
| Михаил Щербаков    | Елисей рыбак и отец Андрея          |

Самые настоящие пираты
| Актёр           | Роль             |
| --------------- | ---------------- |
| Александр Хвыля | герцог де ля Бык |
| Лев Потёмкин    | маркиз де ля Кис |
| Аркадий Цинман  | барон де ля Свин |
| Исаак Леонгаров | виконт де ля Пёс |

Женихи-самосваты
| Актёр            | Роль |
| ---------------- | --- |
| Борис Сичкин     | жених-престидижитатор (после его эмиграции эпизод вырезали, однако в итоговой версии, которая транслируется по ТВ (после развала СССР), эпизод оставили) |
| Иван Байда       | жених-телепат |
| Роман Юрьев-Лунц | Али Гусейн «человек-бассейн» |

Не указаны в титрах
| Актёр                    | Роль                                                    |
| ------------------------ | ------------------------------------------------------- |
| Борис Грачевский         | рука из тазика напоминающая царю: «Должок!»             |
| Клара Румянова           | 1-й медвежонок-паромщик / Варвара-белочка (озвучивание) |
| Маргарита Корабельникова | 2-й медвежонок-паромщик (озвучивание)                   |
| Александр Рыбин          | 1-й ложкарь                                             |
| Виктор Рыбин             | 2-й ложкарь                                             |
| Владислав Баландин       | эпизод                                                  |
| Алексей Коренев          | эпизод                                                  |

## Съёмочная группа
- Сценарий — Михаил Чуприн при участии Александра Роу
- Постановка — Александр Роу
- Главный оператор — Дмитрий Суренский
- Главные художники — Арсений Клопотовский, А. Иващенко
- Композитор — Аркадий Филиппенко
- Государственный симфонический Оркестр кинематографии СССР
Дирижёр — Давид Штильман
- Оркестр русских народных инструментов хора имени Пятницкого
Дирижёр — Александр Широков
- Директор картины — Роман Конбрандт

## Театральные постановки
Мюзикл композитора Владимира Баскина и драматурга Евгения Муравьёва «Варвара-краса — длинная коса», поставлен в Волгоградском музыкальном театре (2019)